# Judas José Romo y Gamboa
Judas José Romo y Gamboa (Cañizar, 7 de janeiro de 1779 - Sevilha, 11 de janeiro de 1855) foi um cardeal do século XIX.

## Biografia
Filho de Francisco Romo y Gamboa (1746-1813) e Ramona Fernández Manrique (1750-1787), Judas José estudou na Universidade de Huesca, onde se doutorou in utroque iuris em direito civil e em direito canônico. Foi cônego do capítulo da Catedral de Siguença.
Foi eleito bispo de Canárias, em 20 de janeiro de 1834 e consagrado em 1º de maio de 1834 na Igreja de São Felipe Neri, em Madrid, na Espanha, por Pedro José Fonte y Hernández. Em 1847 foi elevado a Arcebispo de Sevilha.
Criado cardeal no consistório de 30 de setembro de 1850, porém morreu antes da cerimônia.
Morreu em Umbrete, na província de Sevilha em 11 de janeiro de 1855. Seu corpo foi exposto e enterrado na Catedral Metropolitana de Sevilha. 